# Онкология
Онкологията (от гръцки: ογκος – „подутина“ и λόγος – „слово“, „учение“) е този дял на медицината, който се занимава с превенцията, имунотерапията (включително генна терапия ), диагностиката, и диференциална диагностика, лабораторно изследване на злокачествени (ракови) образувания при пациенти . Тя се занимава с професионалната медицинска диагностика, причинността или етиологията, и патогенезата на туморните образувания (или процесите на възникване и протичане на заболяването), лечението (имунотерапии, химиотерапия, лъчетерапия), както и с последващата необходима профилактика. Дисциплината онкология е пряко свързана с много от диагностичните медицинските науки, като радиология и диагностична радиология . 
Лечениете на този вид заболявания има пряка връзка с имунологията и генетиката (генна терапия), молекулярната биология, микробиологията, хирургията, физиологията и анатомията, клетъчна биология (цитология), биомедицина на тъканите (хистология), и след химиотерапия с биохимията и молекулярната биология.
Изучаването на раковите образувания се извършва от лекари (медицински специалисти) с много голяма подготовка в областта на диагностиката и диференциалната диагностика, физиологияга и радиологията. Специалистите по онкология се наричат онколози.
При самото лечение на този тип заболявания може да се различават два подтипа на лечението: химиотерапия и радиационна онкология (лъчетерапия). Химиотерапията обикновено не е локално обработаване на туморите с химични вещества, а цялостно третиране на организма с такива вещества, а обратното, лъчетерапията е локално таргетиране на туморните клетки и тъкани за премахването им посредством силна радиация с висока честота. 

## Диагноза
Медицинската история остава важен инструмент за скрининг: характерът на оплакванията и неспецифичните симптоми (като умора, загуба на тегло, необяснима анемия, треска с неизвестен произход, паранеопластични явления и други признаци) могат да наложат по-нататъшно изследване за злокачествено заболяване. Понякога физическият преглед може да открие местоположението на злокачествено заболяване.
Диагностичните методи включват:
Биопсия или резекция; това са методи, чрез които подозрителни неопластични образувания могат да бъдат отстранени частично или изцяло и оценени от патолог за определяне на злокачествено заболяване. Понастоящем това е златният стандарт за диагностика на рак и е от решаващо значение за насочване на следващата стъпка в управлението (активно наблюдение, хирургия, лъчева терапия, химиотерапия или комбинация от тях)
Ендоскопия, горен или долен стомашно-чревен тракт, цистоскопия, бронхоскопия или назендоскопия; за локализиране на зони, съмнителни за злокачествено заболяване и биопсия, когато е необходимо.
Рентгенови лъчи, CT сканиране, MRI сканиране, ултразвук и други радиологични техники за локализиране и насочване на биопсия.
Сцинтиграфия, еднофотонна емисионна компютърна томография (SPECT), позитронно-емисионна томография (PET) и други методи на нуклеарната медицина за идентифициране на области, подозрителни за злокачествено заболяване.
Кръвни тестове, включително туморни маркери, които могат да увеличат съмнението за определени видове рак.
Освен за диагностициране, тези методи (особено изобразяване чрез компютърна томография) често се използват за определяне на оперативността, т.е. дали е възможно хирургически да се отстрани туморът в неговата цялост.
Понастоящем тъканната диагноза (от биопсия) от патолог е от съществено значение за правилната класификация на рака и за насочване на следващата стъпка от лечението. В изключително редки случаи, когато това не е възможно, може да се обмисли "емпирична терапия" (без точна диагноза) въз основа на наличните доказателства (напр. анамнеза, рентгенови снимки и сканиране).
В много редки случаи се открива метастатична бучка или патологичен лимфен възел (обикновено на шията), за който не може да се открие първичен тумор. Въпреки това, имунохистохимичните маркери често дават силна индикация за първичното злокачествено заболяване. Тази ситуация се нарича "злокачествено заболяване с неизвестен първичен характер" и отново лечението е емпирично въз основа на минал опит с най-вероятния произход.

## Терапия
В зависимост от идентифицирания рак, по това време ще бъдат приложени последващи и палиативни грижи. Някои заболявания (като ОЛЛ или AML) ще изискват незабавно приемане и химиотерапия, докато други ще бъдат проследявани с редовен физически преглед и кръвни изследвания.
Често се прави опит за операция за пълно отстраняване на тумора. Това е осъществимо само когато има известна степен на сигурност, че туморът действително може да бъде отстранен. Когато е сигурно, че ще останат части, лечебната хирургия често е невъзможна, напр. когато има метастази, Понякога, когато туморът е навлязъл в структура, която не може да бъде оперирана без риск за живота на пациента. Понякога операцията може да подобри преживяемостта, дори ако не е отстранена цялата туморна тъкан; процедурата се нарича "debulking" (т.е. намаляване на общото количество туморна тъкан). Хирургията се използва и за палиативно лечение на някои видове рак, напр. за облекчаване на жлъчна обструкция или за облекчаване на проблемите, свързани с някои мозъчни тумори. Рисковете от операцията трябва да се претеглят спрямо ползите.
Химиотерапията и лъчетерапията се използват като първа линия радикална терапия при редица злокачествени заболявания. Те се използват и за адювантна терапия, т.е. когато макроскопският тумор вече е напълно отстранен хирургически, но има разумен статистически риск той да рецидивира. Химиотерапията и лъчетерапията обикновено се използват за палиация, когато заболяването е очевидно нелечимо: в тази ситуация целта е да се подобри качеството на живот и да се удължи.
Хормоналната манипулация е добре установена, особено при лечението на рак на гърдата и простатата.
В момента има бързо разширяване на употребата на лечения с моноклонални антитела, особено за лимфом (ритуксимаб) и рак на гърдата (трастузумаб).
Ваксините и другите имунотерапии са обект на интензивни изследвания.

## Допълнително
Според някои ветеринари фармацевти, интересуващи се от медицинска онкология, едно от наложилите се определения за онкология е дадено от руския хирург-онколог Н. Блохин. Той определя онкологията по следния начин:
"неопластичните заболявания са специален вид патологични състояния, характеризиращи се с относителна автономност в растежа и размножаването на клетките в огнището на туморното образувание, нарастването на което се дължи на първичен „зародиш“, функциониращ без участието на околните немодифицирани клетки. Все пак, злокачествените клетки предават свойствата и способността си да растат на всички следващи клетъчни поколения. Характерни особености на рака са инфилтрационният растеж и появата на метастази." 